# 3Arena
3Arena je hala v Dublinu, která byla otevřena v roce 2008 na místě zaniklého Point Theatre. V letech 2008 až 2014 byl její název The O2. Nachází se zde 9500 míst k sezení, případně 14 500 míst ke stání a sezení zároveň. Prvními hudebníky, kteří zde vystoupili, byli v prosinci 2008 Bono a The Edge ze skupiny U2. Na název 3Arena byla hala přejmenována v roce 2014, předtím nesla název The O2. Jejím vlastníkem je společnost Live Nation.